# Scannerkasse

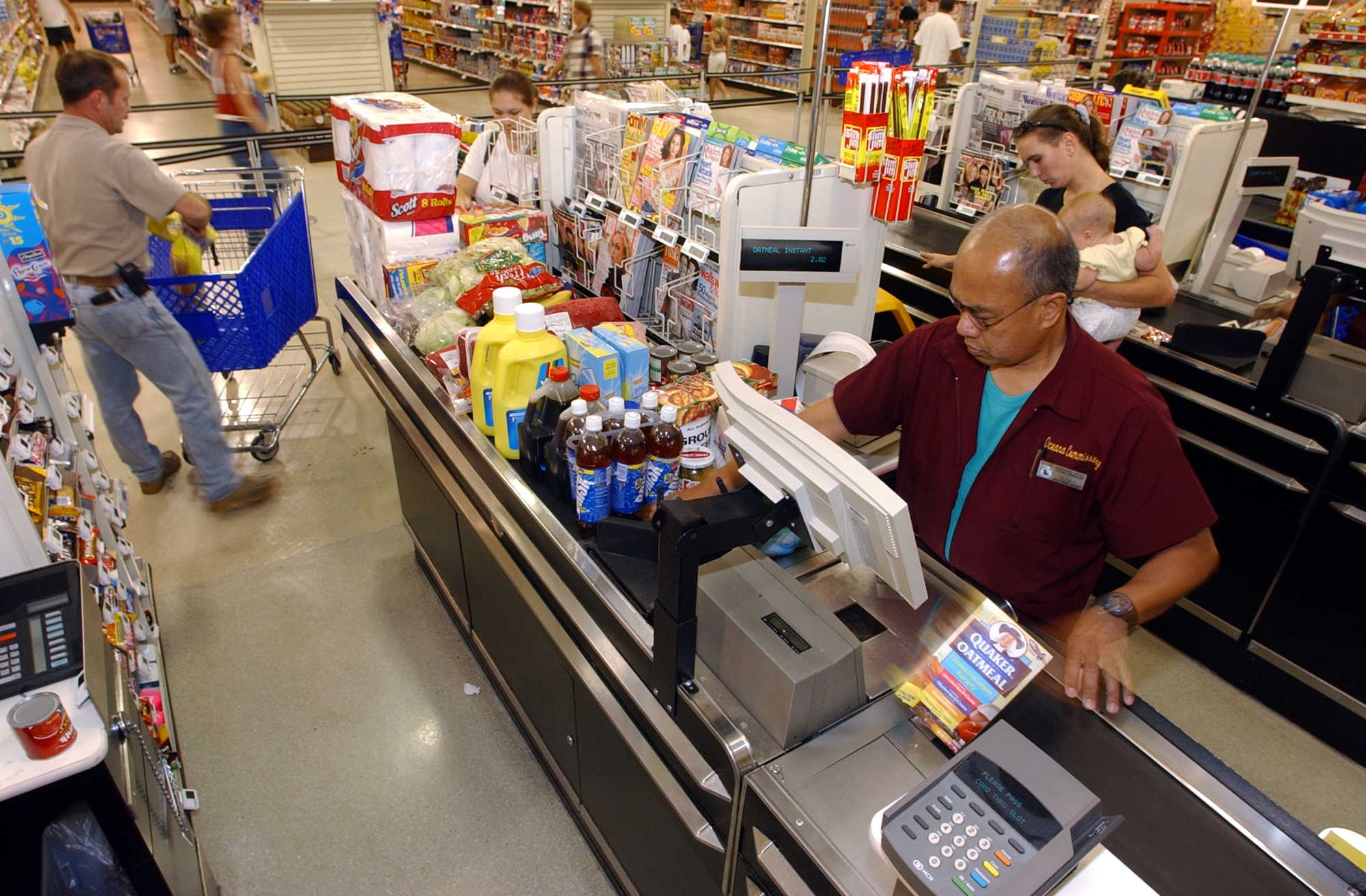
Kassentheke mit Fließband-Scannerkasse

Scannerkassen sind Registrierkassen, die außer einer manuellen Eingabe über Tastatur auch ein Barcodelesegerät haben, mit dem die auf den Artikeln angebrachten European Article Number (EAN)- oder Universal Product Code (UPC)-Codes beim Darüberziehen gelesen werden.

## Funktionsweise
Beim Einlesen wird die Artikelnummer aus dem Barcode (Strichcode) gelesen und an das dahinter geschaltete Kassensystem übertragen, das aus einer Datenbank Preis, Warenbezeichnung, Mehrwertsteuersatz usw. anzeigt, registriert und auf den Rechnungsbon aufdruckt.
Während in den meisten Fällen nur die Artikelnummer als Barcode aufgedruckt wird, werden in speziellen Fällen Klartextdaten, wie im Pressebereich Preis- oder im Frischwarenbereich Gewichtsinformationen, auch als Barcode dargestellt.
Um einen Barcode in allen Richtungen lesen zu können, werden omnidirektionale Laserscanner eingesetzt. Diese haben mehrere Linien, die durch ein Spiegelrad im Inneren des Scanners zueinandergeneigt werden. Dadurch kann das Scansignal von mindestens einer Linie ausgewertet werden. So muss das Produkt, das eingescannt werden soll, nur mit dem Code in Richtung Scanner gelegt werden, die Richtung des Codes selbst ist aber dabei unerheblich.
Bei Kassen, an denen auch größere Gegenstände, die nicht auf den Kassentisch gehoben werden können, abgelesen werden sollen, beispielsweise in Baumärkten, können zusätzlich oder auch nur Handscanner eingesetzt werden.
Entwicklungen deuten aber in Richtung eines RFID-Chips, wo viel mehr Informationen im Chip gespeichert werden können, und das Barcodeetikett abgelöst wird.

## Geschichte
Nachdem man sich 1973 in den USA auf den von George J. Laurer für IBM entworfenen „Universal Product Code“ (UPC) geeinigt hatte, arbeiteten einige Scannerkassen-Prototypen ab 1974. 1976 kam die erste elektronische Scannerkasse in einem Wagner’s Supermarkt in Bend (US-Bundesstaat Oregon) im Dauerbetrieb zum Einsatz.
In Deutschland wurde die erste Scannerkasse 1977 in einem Augsburger Verbrauchermarkt des Einzelhandelsunternehmens "Südmarkt" der „Carl Doderer KG“ (1987 von der Schwarz-Gruppe erworben) in Betrieb genommen. Im Jahr 1982 existierten deutschlandweit 66 Scannermärkte, 1985 waren es 719. Zuvor musste jeder Artikel von Hand einzeln ausgezeichnet und der Preis in die Kasse getippt werden.
Ab 1977 wurden in der damaligen Bundesrepublik Deutschland und in elf weiteren europäischen Staaten ein einheitlicher Strichcode eingeführt. Den ersten dieser Strichcodes druckte in Deutschland am 1. Juli 1977 die Gewürzmischhandlung Wichartz aus Wuppertal auf ihre Produkte. Bis 1979 waren weltweit 15.000 Produkte EAN-codiert, dem standen nur neun Scannerkassen im Einsatz gegenüber. In den achtziger Jahren konnte sich die Scanner- und Strichcode-Technik endgültig durchsetzen. Das führende Handelsunternehmen Aldi stellte relativ spät auf Scannerkassen um: Aldi Süd führte Scannerkassen im Jahr 2000 ein, Aldi Nord im Jahr 2003. Grund dafür war, dass das Eintippen schneller war als das Scannen mit den Geräten der ersten Generationen ohne omnidirektionalen Laser.
In Österreich führt Billa im Jahr 1993 flächendeckend die Scannerkassen ein.
Als Nachfolger des Strichcodes wird der elektronische Produktcode (EPC) gehandelt, der nicht mehr manuell gescannt werden muss.

## Auswertung
Bei Supermarktfilialen können die erhobenen Daten online intern ausgewertet oder zu Marktforschungsunternehmen geschickt werden (Data-Mining).
Gerade große Filialen erweitern ihre Büroausstattung gern mit digitalen Kassensystemen, da sie damit über eine gute Anbindung an bereits laufende Warenwirtschaftssysteme verfügen. Kassensysteme werden heutzutage in praktisch jedem großen Markt oder Verkaufsgeschäft eingesetzt. Sie erfüllen denselben Zweck wie automatische Kopiersysteme oder Postbearbeitung, alles läuft Hand in Hand ohne Medienbruch. In Pressefachgeschäften werden die gesammelten Daten abends an den Grossisten übertragen und damit wird eine Nachbestellung der verkauften Artikel ausgelöst. Dies nennt man VMP-Versand (verkaufstägliche Marktbeobachtung am Point of Sale). Bei Presseartikeln ist im EAN-Code der Preis hinterlegt und kann von modernen Scannerkassensystemen für diesen Fachbereich ohne weiteres verwendet werden, so dass man immer seine Artikel scannen kann, ob sie in der Datenbank angelegt sind oder nicht.